# NGC 4816
NGC 4816 est une vaste galaxie lenticulaire située dans la constellation de la Chevelure de Bérénice. Sa vitesse par rapport au fond diffus cosmologique est de 7 187 ± 21 km/s, ce qui correspond à une distance de Hubble de 106,0 ± 7,4 Mpc (∼346 millions d'al). NGC 4816 a été découverte par l'astronome germano-britannique William Herschel en 1785.
NGC 4816 est une galaxie à noyau passif (passive nucleus PAS).
À ce jour, six mesures non basées sur le décalage vers le rouge (redshift) donnent une distance de 120,800 ± 30,118 Mpc (∼394 millions d'al), ce qui est à l'intérieur des valeurs de la distance de Hubble. Notons cependant que c'est avec la valeur moyenne des mesures indépendantes, lorsqu'elles existent, que la base de données NASA/IPAC calcule le diamètre d'une galaxie et qu'en conséquence le diamètre de NGC 4816 pourrait être d'environ 54,5 kpc (∼178 000 al) si on utilisait la distance de Hubble pour le calculer.

## Groupe de NGC 4889
NGC 4816 fait partie du groupe de NGC 4889, la galaxie la plus brillante de ce groupe. Ce groupe de galaxies compte au moins 18 membres. Les autres galaxies du groupe sont NGC 4789, NGC 4807, NGC 4819, NGC 4827, NGC 4839, NGC 4841, NGC 4848, NGC 4853, NGC 4874, NGC 4889, NGC 4895, NGC 4911, NGC 4926, NGC 4944, NGC 4966, NGC 4841A et UGC 8017 (noté 1250+2839 dans l'article de Mahtessian pour CGCG 1250.4+2839).
Steinicke donne la désignation DRCG 27-.. à dix des galaxies du groupe de NGC 4889 : NGC 4839, NGC 4841, NGC 4841A, NGC 4848, NGC 4853, NGC 4844, NGC 4889, NGC 4895, NGC 4911 et NGC 4926. Cette désignation indique que ces galaxies figure au catalogue des amas galactiques d'Alan Dressler. Le nombre 27 correspond au 27 amas du catalogue, soit Abell 1656 (l'amas de la Chevelure de Bérénice), et les chiffres suivant 27 et le tiret indiquent le rang de la galaxie dans la liste.
La désignation ABELL 1656:[GMP83] 5568 par la base de données NASA/IPAC indique aussi que NGC 4816 est aussi un membre d'Abell 1656 et donc de l'amas de la Chevelure de Bérénice. Elle figure dans le catalogue de Godwin, Metcalfe et Peach publié en 1983.